# ГЕС Коуліц-Фоллз
ГЕС Коуліц-Фоллз — гідроелектростанція у штаті Вашингтон (Сполучені Штати Америки). Знаходячись перед ГЕС Mossyrock, становить верхній ступінь каскаду на річці Ковлитз, правій притоці Колумбії (має устя на узбережжі Тихого океану на межі штатів Вашингтон та Орегон).
У межах проекту річку перекрили бетонною греблею висотою 43 метри та довжиною 213 метрів, яка утримує невелике водосховище Lake Scanewa з площею поверхні 2,8 км2 та об’ємом 13,6 млн м3.
Інтегрований у греблю машинний зал обладнали двома турбінами типу Каплан потужністю по 35 МВт, які при напорі 27 метрів забезпечують виробництво 260 млн кВт-год електроенергії на рік.